# ラジオDE ME HER ヤングアイドル・ナイトパーティ
ラジオDE ME HER ヤングアイドル・ナイトパーティ （ラジオ デ ミーハー ヤングアイドルナイトパーティ）は、1985年10月11日から1986年4月4日まで、文化放送で放送されていたラジオ番組。
放送時間は毎週金曜日の20:00 - 21:25。

## 概要
文化放送ライオンズナイターの放送されていないナイターオフ編成期間中、1985年10月7日から1986年4月4日まで、月曜日〜金曜日の20:00 - 21:25枠で放送されていたワイド番組枠「ラジオDE ME HER」の金曜日として放送。
本田美奈子、志村香、森下恵理の当時の若手アイドル3人がメインパーソナリティとして共演。3人は、この番組スタッフの間では「ツッコミの恵理」「素直な香」「八方破れの美奈子」と言われていたという。
3人の相手役として竹内靖夫（当時文化放送アナウンサー）が出演、相手役だけではなく3人に突っ込んでその隅々までを追及する役なども務めていた。
最初の3か月間は事前収録によって放送されていたが、1986年1月から生放送に切り替わった。

## 主なコーナー
3人のウイークリー
- 3人の1週間の近況報告[4]。

ミニミニドラマ
- 竹内アナを含む4人全員が出演して演じるラジオドラマコーナー[5]。

アイドルチャレンジNo.1
- 毎回3人のうち1人が、様々な仕事や楽器、芸などあらゆることに挑戦。お題は「焼き芋屋」「屋台」「お経」「琴」等々多岐にわたった。銭湯の番台に挑戦するため、銭湯から中継したこともあった[6][5]。

ラジオでパフォーマンス
- 3人が色々なことにチャレンジ。1人4分間ずつ、台本無しで好きなことが出来るというもの。ディレクターも、誰が何をするか直前まで知らなかったという[5]。

青春相談室
- 3人がリスナーの悩み事に回答[5]。